# ديرليس أليغرا
ديرليس أليغرا (بالإسبانية: Derlis Alegre) (10 يناير 1994 في باراغواي - ) هو مدرب كرة قدم ولاعب كرة قدم باراغواياني في مركز الهجوم. شارك مع منتخب باراغواي الأولمبي لكرة القدم. أما مع النوادي، فقد لعب مع سبورتيفو لوكوينو.

## وصلات خارجية
- ديرليس أليغرا على موقع قاعدة بيانات كرة القدم.إي يو (الإنجليزية)
- ديرليس أليغرا على موقع Soccerway.com (الإنجليزية)
- ديرليس أليغرا على موقع AS.com (الإسبانية)